# Supercup (damvolleyboll, Tyskland)
Supercup är en volleybolltävling för damer i Tyskland. Tävlingen organiseras av Deutscher Volleyball Verband och spelas mellan vinnaren av Volleyball-Bundesliga och DVV-Pokal sedan 2016. Den avgörs (som många andra supercuper) genom en direkt avgörande match. Tävlingen sponsras (2022) av Sparda-Bank.

## Resultat per år[2]
| Upplaga              | Upplaga               | Podium                | Podium        | Podium                |
| Säsong               | Spelplats för finalen | Mästare               | Matchresultat | Finalist              |
| -------------------- | --------------------- | --------------------- | ------------- | --------------------- |
| 2016 mer information | Berlin                | Allianz MTV Stuttgart | 3 - 1         | Dresdner SC           |
| 2017 mer information | Hannover              | Schweriner SC         | 3 - 0         | Allianz MTV Stuttgart |
| 2018 mer information | Hannover              | Schweriner SC         | 3 - 1         | Dresdner SC           |
| 2019 mer information | Hannover              | Schweriner SC         | 3 - 1         | Allianz MTV Stuttgart |
| 2020 mer information | Dresden               | Schweriner SC         | 3 - 0         | Dresdner SC           |
| 2021 mer information | Schwerin              | Dresdner SC           | 3 - 2         | Schweriner SC         |
| 2022 mer information | Stuttgart             | SC Potsdam            | 3 - 1         | Allianz MTV Stuttgart |

## Resultat per klubb
| Lag                   | Antal titlar | Vunna säsonger         |
| --------------------- | ------------ | ---------------------- |
| Schweriner SC         | 4            | 2017, 2018, 2019, 2020 |
| Allianz MTV Stuttgart | 1            | 2016                   |
| Dresdner SC           | 1            | 2021                   |
| SC Potsdam            | 1            | 2022                   |